# Klaus-Peter Jendrosch
Klaus-Peter Jendrosch (* 30. April 1939; † 2. März 2008 in Fellheim) war ein deutscher Fußballspieler und -trainer.

## Sportlicher Werdegang

### Spieler
Jendrosch begann in Dortmund bei der Östlichen Sportgemeinschaft Viktoria 08 mit dem Fußballspielen. Als Bundeswehrsoldat in Kassel stationiert, schloss er sich in der Spielzeit 1960/61 der Amateurmannschaft des KSV Hessen Kassel an, für die er in der Gruppenliga spielte und mit ihr 1961 den Hessenpokal gewann. Die Anzahl seiner Tore ließ die Führung der ersten Mannschaft aufhorchen, sodass er zur Saison 1961/62 vom Zweitligisten verpflichtet wurde. In seiner Premierensaison trug er in 29 Punktspielen, in denen er 22 Tore erzielte, zur Meisterschaft und zum Aufstieg in die Oberliga Süd bei. Mit 17 Toren in 28 von 30 Punktspielen trug er nicht nur zum Klassenverbleib, sondern auch zum guten achten Platz bei.
Mit Einführung der Bundesliga als einheitlich höchste Spielklasse im deutschen Fußball, spielte er nunmehr die Saison 1963/64 in der zweitklassigen Regionalliga Süd. Nachdem er mit seiner Mannschaft als Meister – drei Punkte vor dem FC Bayern München – aus dieser Spielklasse hervorgegangen war (34 Tore in 37 Punktspielen trug er bei), nahm er in der Gruppe 2 der Aufstiegsrunde zur Bundesliga teil, verpasste jedoch den Aufstieg als Zweitplatzierter hinter Hannover 96, gegen den Verein seine Mannschaft zweimal verlor. In den sechs Aufstiegsspielen zur Bundesliga erzielte er vier Tore.
Für den KSV Hessen Kassel spielte er des Weiteren im DFB-Pokal-Wettbewerb und bestritt in drei aufeinander folgenden Spielzeiten insgesamt fünf Begegnungen, in denen er zwei Tore erzielte.
Als der KSV am 9. Februar 1964 im Süddeutschen Pokal-Wettbewerb den FC Bayern München mit 6:1 Toren aus dem Wettbewerb warf, steuerte er zwei Treffer bei. Im Achtelfinale des DFB-Pokals scheiterte er dann mit seiner Mannschaft am späteren Finalisten Eintracht Frankfurt.
Dennoch sollte er in der Bundesliga zum Einsatz kommen, da der Karlsruher SC ihn zur Saison 1964/65 verpflichtet hatte. Sein Debüt in der höchsten deutschen Spielklasse gab er am 22. August 1964 (1. Spieltag) beim 2:1-Sieg im Heimspiel gegen den Duisburger Stadtteilverein Meidericher SV; sein erstes von fünf Toren in insgesamt 13 Punktspielen erzielte er am 5. September 1964 (3. Spieltag) bei der 1:5-Niederlage im Heimspiel gegen den TSV 1860 München mit dem Treffer zum 1:3 in der 70. Minute. Danach folgten vier Spielzeiten in der Regionalliga Süd, von denen er jeweils zwei für den Freiburger FC und den SSV Jahn Regensburg absolvierte. Für letztgenannten Verein kam er einzig am 27. Januar 1968 im DFB-Pokal-Erstrundenspiel, bei der 1:4-Niederlage n. V. gegen den FC Bayern München, zum Einsatz.

### Trainer
Nach seiner aktiven Laufbahn betreute er als Trainer ab 1969 verschiedene Vereine in den bayrischen und baden-württembergischen Amateurligen. Nach dem TSV 1860 Weißenburg, dem 1. FC Amberg, der SpVgg Weiden und dem VfR Aalen folgte mit Saisonbeginn 1977/78 der SSV Ulm 1846, den er zweimal in Folge zur Meisterschaft in zwei unterschiedlichen Spielklassen führte und mit ihm damit zur Saison 1979/80 in die 2. Bundesliga Süd aufstieg. Später wurde er dort durch Jörg Berger ersetzt.
Anschließend kehrte Jendrosch in den höherklassigen Amateurbereich zurück. Den FV Biberach betreute er bis 1984 in der Oberliga Baden-Württemberg, zu den von ihm trainierten Spielern gehörten dabei vormalige und spätere Profispieler wie Markus Löw, Andreas Künnecke, Helmut Roth oder Karl-Heinz Schrade. Kurz vor Ende der Spielzeit 1983/84 wurde er freigestellt und der Spieler Bora Marković übernahm bis Saisonende als Spielertrainer. Er beendete seine Trainerlaufbahn in Memmingen, wo er sich in der Nähe häuslich niederließ und als Landschaftsbauer insbesondere mit dem Bau von Sportanlagen beruflich beschäftigte. Er verstarb am 2. März 2008 im Alter von 69 Jahren an Krebs.

## Erfolge
Spieler
- Süddeutscher Meister 1964
- Torschützenkönig der Regionalliga Süd 1964
- Meister 2. Liga Süd 1962 und Aufstieg in die Oberliga Süd

Trainer
- Baden-Württembergischer Meister 1979 und Aufstieg in die 2. Bundesliga Süd
- Amateurmeister Nordwürttemberg 1978 und Aufstieg in die Oberliga Baden-Württemberg